# Luis María Gonzaga de Casanova-Cárdenas y Barón
Luis María Gonzaga de Casanova-Cárdenas y Barón (24. dubna 1950, Madrid) je španělský šlechtic, vévoda z Maquedy a Santangela, markýz z Elche, hrabě z Lodosi hrabě z Valhermosa a hrabě z Monteagudo de Mendoza.

## Život
Narodil se 24. dubna 1950 v Madridu jako poslední dítě Baltasara de Casanova-Cárdenas y de Ferrer a jeho manželky Maríi de los Dolores Barón y Osorio de Moscoso, vévodkyně z Maquedy.
Stal se rytířem Real Maestranza de Caballería de Valencia, Real Cuerpo de la Nobleza de Cataluña a Real Hermandad del Santo Cáliz de Valencia.
Dne 21. června 1980 se v Pöckingu oženil s arcivévodkyní a princeznou Monikou Habsbursko-Lotrinskou, dcerou korunního prince Otto von Habsburga a princezny Reginy Sasko-Meiningenské. Spolu mají čtyři děti:
- Baltasar Carlos de Casanova y Habsburgo-Lorena, markýz z Elche (nar. 17. srpna 1981)
- Gabriel María de Casanova y Habsburgo-Lorena (nar. 23. března 1983)
- Rafael María de Casanova y Habsburgo-Lorena (nar. 18. srpna 1986)
- Santiago de Casanova y Habsburgo-Lorena (nar. 26. dubna 1993)